# Az új-zélandi meló
Az új-zélandi meló (eredeti cím: Pork Pie) 2017-ben bemutatott új-zélandi filmvígjáték, melyet Matt Murphy írt és rendezett. Ez az 1981-es Goodbye Pork Pie film remake-je. A három főszereplő Dean O'Gorman, James Rolleston, Ashleigh Cummings. A filmet a 
Four Knights Film készítette. 

## Rövid történet
Két férfi és egy nő  egy lopott narancssárga Mini Cooper autóban utaznak.

## Szereplők
| Szereplő          | Színész           | Magyar hang     | Leírás                                                                                        |
| ----------------- | ----------------- | --------------- | --------------------------------------------------------------------------------------------- |
| Jon               | Dean O'Gorman     | Fenyő Iván      | A film egyik főszereplője, aki megszökött az esküvőjéről. És belekeveredik egy piszkos ügybe. |
| Luke Anahera      | James Rolleston   | Szatory Dávid   | A film másik főszereplője, egy mariutusi származású férfi, a lopott autó vezetője.            |
| Keira Leigh-Jones | Ashleigh Cummings | Csifó Dorina    | Egy gyorsétterem eladója, aki szintén csatlakozik Luke és Jon-hoz.                            |
| Suzie Davidson    | Antonia Prebble   | Kelemen Katalin | Jon barátnője, akit ott hagyott a saját eskűvőjükön. Majd összeházasodnak.                    |
| Noah              | Matt Whelan       | Horváth Gergely |                                                                                               |
| Becca             | Siobhan Marshall  | Mezei Kitty     |                                                                                               |
| Motorcycle Cop    | Ben Mitchell      |                 |                                                                                               |
| Bongo             | Thomas Sainsbury  |                 |                                                                                               |
| Andy              | Geraldine Brophy  |                 |                                                                                               |
| Mrs. Davidson     | Rima Te Wiata     | Takács Kati     | Suzie édesanyja.                                                                              |

## Gyártás
Az eredeti Goodbye Pork Pie egy alacsony költségvetésű film, melyet Matt Murphy apja Geoff Murphy rendezett és írt Ian Mune-val. 2014-ben egy újragondolást jelentettek be, amelyet Matt Murphy irányít, aki az eredeti 1981-es verzióban a legénység része volt.
A film forgatása 2016 márciusában kezdődött, a film első előzetese 2016. október 17-én jelent meg.